# Fridolin Glass
Fridolin Glass, auch Glaß (* 14. Dezember 1910 in Lemberg; † 21. Februar 1943 in Dniprodserschynsk, Sowjetunion) war ein österreichischer SS-Führer und militärischer Leiter des Juliputsches 1934.

## Leben
Fridolin Glass war der Sohn eines Unteroffiziers der k. u. k. Armee. Nach dem Besuch der Volksschule in Mähren legte er 1929 an einem Gymnasium in Wien die Matura ab. Anschließend schlug er die Laufbahn eines Berufssoldaten im österreichischen Bundesheer ein. Zum 1. Januar 1931 trat er der NSDAP bei (Mitgliedsnummer 440.452). Er gründete 1930 in Wien eine Zelle nationalsozialistisch orientierter Soldaten und wurde im September 1932 Bundesleiter des neugegründeten (nationalsozialistischen) Deutschen Soldatenbunds. Wegen nationalsozialistischer Betätigung wurde er im Juni 1933 aus der Armee entlassen. Ein begonnenes Studium der Rechtswissenschaft gab er auf. Aus ebenfalls aus dem Bundesheer ausgeschiedenen NS-Mitgliedern stellte er die sogenannte Militärstandarte auf, die zwar in politischer Hinsicht der österreichischen SA-Führung unterstand, tatsächlich aber relativ selbständig agierte. In wechselnden personellen Konstellationen bereitete Glass Pläne für einen Putsch gegen die österreichische Bundesregierung vor. Dabei gelang es ihm immer wieder, seine Bündnispartner unter Aneignung und Weiterentwicklung von deren Putschplänen auszubooten.
Am 28. März 1934 überführte er ohne Wissen Hermann Reschnys, des nach München geflüchteten österreichischen SA-Führers, die Militärstandarte unter der Bezeichnung SS-Standarte 89 in die Allgemeine SS und leitete diese ab April 1934 (SS-Nummer 155.767). Mit diesem Schritt hatte er nicht nur der SA eine schlagkräftige Truppe für ihre eigenen Putschpläne entwunden, sondern auch SS-Brigadeführer Alfred Rodenbücher umgangen, der von München aus den österreichischen SS-Abschnitt leitete. Reschny bezichtigte Glass kurzerhand der Meuterei und ließ ihn anlässlich eines Aufenthalts in München verhaften. Glass kam aber durch eine Intervention Theo Habichts, des NS-Landesleiters von Österreich, schon einen Tag später wieder frei. Nun suchte sich Glass abermals neue Bündnispartner und fand diese in den ehemaligen leitenden Funktionären des Steirischen Heimatschutzes Hanns Albin Rauter, Konstantin Kammerhofer und August Meyszner, mit denen er im Frühjahr 1934 ein geheimes Bündnis abschloss. Die Umsturzpläne in Österreich begannen nun immer konkretere Gestalt anzunehmen. Während Otto Wächter die politische Leitung übernehmen sollte, wurde Glass die militärische Leitung dieses Unternehmens übertragen.
Im Zuge des Juliputsches fungierte Glass als technisch-organisatorischer Leiter bei der Besetzung des Bundeskanzleramtes am Ballhausplatz, die von rund 150 Angehörigen der SS-Standarte 89 durchgeführt wurde. Glass nahm daran allerdings nicht persönlich teil. Er soll im letzten Moment von den, mit den putschenden Soldaten beladenen Lastwagen, durch Kriminalpolizisten heruntergezogen worden sein. Einer Verhaftung konnte er sich jedoch zunächst entziehen und bis zum Bundeskanzleramt vordringen, wo er verhaftet wurde. Glass konnte jedoch kurz darauf bei Bernhardsthal in die Tschechoslowakei und von dort weiter in das Deutsche Reich flüchten. Der politische Österreichflüchtling Glass erhielt aus Tarnungsgründen den Falschnamen Karl Merkmann und wurde hauptamtlich für die SS tätig.
Nach dem „Anschluss“ Österreichs im März 1938 wurde er unter seinem Echtnamen Ratsherr in Wien und für die Partei Gaupropagandaredner und Kreisleiter. Er war in Wien in Arisierungen verwickelt, da er Eigner des ertragreichen Unternehmens Vereinigte Chemische Fabriken Kreidl, Heller & Co wurde. Die Umstände, unter denen sich Glass in den Besitz dieses Unternehmens gesetzt hatte, glichen einem Kriminalfall. Kurz nach der NS-Machtübernahme in Österreich war Glass mit einigen bewaffneten SS-Männern in die Fabrik eingedrungen, wo sie mit vorgehaltenen Pistolen die Herausgabe des vorhandenen Bargeldes, der Wertpapiere, Geschäftsbücher und sonstigen Wertgegenstände erzwungen hatten. Den Hauptgesellschafter des Unternehmens, Dr. Ignaz Kreidl, dem 75 Prozent der Unternehmensanteile gehörten, ließ Glass Ende April 1938 verhaften und in Polizeigewahrsam nehmen. Der Mitbesitzer, Karl Rutter, wurde kurzerhand zum Juden erklärt und so ausgeschaltet. Die für damalige Verhältnisse gewaltigen Kosten des arisierten Betriebs in der Höhe von 2 170 000 Reichsmark bezahlte Glass zum Teil mit den zuvor gestohlenen Vermögenswerten des Unternehmens. Den Rest hinterlegte der Wiener Filmproduzent Heinrich Haas, der als Geldgeber und stiller Gesellschafter von Glass fungierte.
Da diese Vorteilsnahme dem öffentlichen Ansehen von NSDAP und SS schadete, ließ Reichsführer SS Heinrich Himmler Glass nach Beginn des Zweiten Weltkrieges zur Luftwaffe einziehen. Während des Überfalls auf Polen war er als Zugführer der Propagandakompanie 4 am 11. September 1939 im polnischen Mszczonów an einem Kriegsverbrechen an drei bis vier polnischen Zivilisten beteiligt. Glass wurde u. a. wegen der Erschießung des örtlichen Bürgermeisters von der Wehrmacht festgenommen und vor ein Kriegsgericht gestellt, das Disziplinarverfahren wurde jedoch später eingestellt und Glass für sein Verhalten vonseiten der SS gelobt. Am 20. Dezember 1939 wurde ihm schriftlich mitgeteilt, dass ihm sein Stadtratsmandat rückwirkend zum 31. Oktober 1939 wegen seines dauerhaften Aufenthalts außerhalb Wiens aberkannt worden war. Glass führte in seiner schriftlichen Antwort an, dass er die Aberkennung des Stadtratspostens aufgrund des zerrütteten Verhältnisses zu Gauleiter Josef Bürckel akzeptiere, jedoch seinen Wohnsitz weiterhin in Wien habe.
1940 hielt sich Glass im Rahmen einer geheimen Mission, vermutlich im Auftrag des Sicherheitsdienstes des Reichsführers SS (SD) in Bulgarien auf. Einzelheiten über den Zweck dieses Aufenthalts lassen sich heute offenbar nicht mehr eruieren. Ab Juni 1942 gehörte er der Waffen-SS an und war als Kriegsberichterstatter im Deutsch-Sowjetischen Krieg eingesetzt. Im Rang eines Untersturmführers der Waffen-SS starb er am 21. Februar 1943 bei Kampfhandlungen in Dniprodserschynsk als ein sowjetisches Flakgeschoss seinen Panzer durchschlug. Anlässlich seines Todes wurde Anfang März 1943 in Wien eine pompöse Gedenkfeier abgehalten. Posthum wurde er Ende März 1943 zum SS-Oberführer ernannt.